# Щапов, Илья Васильевич
Илья Васильевич Щапов (1846—1896) — русский предприниматель, потомственный почётный гражданин.

## Биография
Вырос в благополучной и состоятельной семье текстильного фабриканта Василия Ивановича Щапова.
Окончил Московскую Академию практических наук в один год (1863) со старшим братом Петром; оба получили золотые медали.
После смерти отца в 1864 году, стал совладельцем торгового дома «Братья Пётр и Илья Щаповы», являясь по завещанию основным наследником (младший брат Павел вскоре вышел из дела). В 1888 году он вышел из дела и приобрёл имение Александрово в Подольском уезде Московской губернии. В Алесандрово он надстроил усадебный дом, организовал оранжереи и фруктовые сады; перестроил церковь Успения, пристроил к ней богадельню, и установил на колокольне часы «с боем».
Долгое время был холост. В 1892 году обвенчался с экономкой, с которой ранее сожительствовал. В том же году в Александрово открылась двухлетняя церковно-приходская школа (в настоящее время — Щаповская общеобразовательная школа-одиннадцатилетка имени Подольских курсантов), а через год — школа грамотности для девочек.
Член совета, после смерти старшего брата — председатель Богоявленского братства, общественной организации при Богоявленском соборе в Елохове. Собору им было завещано 43 000 рублей.
После смерти Ильи Васильевича на завещанные им деньги в имении в 1900 году была открыта сельскохозяйственная школа, после революции реорганизованная в Щаповский техникум, позднее учхоз при Тимирязевской сельскохозяйственной академии и Подольскую школу животноводов.

## Память
В 1996 году отмечалось 150-летие со дня рождения и 100-летие со дня кончины Ильи Васильевича Щапова, именем которого назван поселок. Ему был открыт памятник как «Благотворителю и меценату» и отслужена панихида. 13 августа 1997 года главой Подольского района Н. П. Москалевым подписано постановление об учреждении «Муниципального музея истории Щапово» со статусом юридического лица. Его директором стал член-корреспондент РАН Ярослав Николаевич Щапов.